# Регистрационный ключ

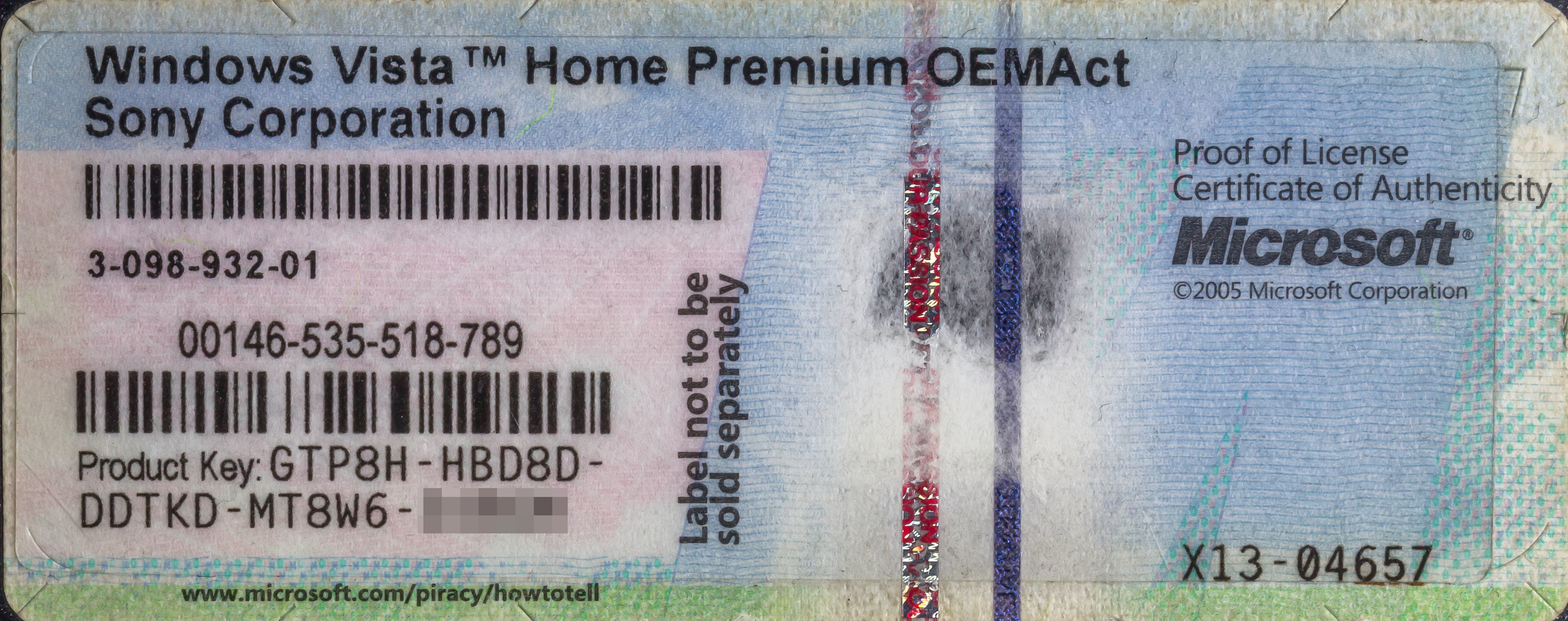
Образец регистрационного ключа из 25 символов (под штрих-кодом) для Windows Vista Home Premium. Последние пять символов удалены.

Регистрационный ключ, также известный как ключ продукта (англ. product key), ключ программного обеспечения (англ. software key) или лицензионный ключ (англ. license key) — специально разработанный для компьютерной программы ключ, необходимый для подтверждения лицензии этой программы, её установки и дальнейшего использования во избежание нарушения авторского права. Регистрационный ключ необходим для осуществления процедуры активации продукта, причём в ряде случаев для активации продукта требуется также доступ в Интернет во избежание использования одного и того же регистрационного ключа для активации копии программы на нескольких терминалах.
Регистрационный ключ не является обязательным для присутствия на диске с программным обеспечением, поскольку производители выбирают разные способы защиты программы от нелицензионного копирования; в некоторых случаях при использовании свободного и открытого ПО защита от нелицензионного копирования не требуется вообще. Также регистрационный ключ может поставляться с диском от компьютерной игры: активация и проверка диска необходимы не только для защиты от нелицензионного копирования, но и для недопуска лиц, использующих один и тот же ключ для активации игры.
Ключ представляет собой серию цифр и букв, которая вводится в специальное поле при установке ПО или его запуске: информация передаётся функции, ответственной за верификацию, которая преобразует ключ в некую последовательность согласно заданному алгоритму и сравнивает результаты.

## Критика
Регистрационный ключ как один из способов защиты CD от нелегального копирования подвергается критике из-за ряда проблем.

### Неудобство
Регистрационный ключ расценивается конечными пользователями продукта как неудобная функция, поскольку его необходимо всякий раз вводить при установке; к тому же у пользователя нет гарантий того, что ключ не будет потерян. Утрата ключа автоматически лишает смысла процедуру повторной установки, если только не используется приложение для восстановления ключа, доступное не для всех программ. Также регистрационный ключ критикуется за возможность распространять ошибки новыми способами: при поставке продукта с неверными ключами либо их отсутствием он является бесполезным. Так, в Австралию все носители игры Splinter Cell: Pandora Tomorrow поставлялись без CD-ключей.

### Наказания за махинации с ключами
Компании-разработчики компьютерных игр, выявляющие махинации с ключами, могут применять санкции вплоть до бана игрока. Так, онлайн-система может поместить в «чёрный список» диск, на котором есть следы взлома или чит-коды, а игрока отправить в бессрочный бан, вследствие чего приходится приобретать повторно диск с игровым ПО. Имели место спорные ситуации, когда ключи нескольких продуктов были связаны друг с другом: в случае, если продукты зависят от других продуктов (в том числе и расширения), компания блокирует все эти продукты: в случае использования поддельного CD-ключа с расширением может быть заблокирован легальный CD-ключ от оригинальной игры. Сервис Steam привязывает все приобретённые пользователем продукты к одной учётной записи, и в случае её блокировки пользователь теряет доступ ко всем продуктам, связанным с этой же учётной записью.
В 2019 году в Японии были приняты поправки к законодательству, запрещающие потребителям осуществлять перепродажу ключей активации игр. В то же время в 2012 году ЕСПЧ принял решение противоположного характера, разрешающее геймерам перепродажу ключей активации.

### Ложные срабатывания
При обнаружении следов взлома ключа или использования чит-кода сервер автоматически отправляет в бан игрока, использовавшего подобный ключ, однако иногда в бан попадают даже законные пользователи. В большинстве случаев последствия ложных срабатываний удаётся исправить (часто подобное имело место в World of Warcraft). Основная причина подобных срабатываний — использование не поддерживаемых платформ: так, пользователи Linux могут запускать Windows-совместимые приложения с помощью Wine или Cedega, однако эти же среды вызывают срабатывание анти-читерского ПО на игровом сервере, вследствие чего пользователь банится за использование стороннего ПО.